# Malcolm 2. af Skotland
Malcolm 2. (Máel Coluim mac Cináeda) (født ca. 954, død 25. november 1034) var konge af Skotland fra 1005 til sin død. Han var søn af Kenneth 2., og fætter til sin forgænger Kenneth 3., som han dræbte i slaget ved Monzievaird i 1005. Malcolm 2. var den sidste konge af huset Alpin. 
Han forsøgte at lade sig udråbe til konge allerede ti år før Kenneth 3.s død, men det var først i 1005 at han virkelig kom til magten. Det ser dog ud til at han aldrig fik fuld kontrol over Skotland. Han mødte modstand fra blandt andre ledere i Moray, som Findláech mac Ruadrí (død 1020, antagelig Macbeths far) og Máel Coluim mac Máel Brigte (død 1029), som begge blev kaldt konge af Alba (Skotland) i de irske annaler. Ingen af dem er i moderne tekster anerkendt som konger af Skotland, men de må have haft kontrol over enkelte områder.
I 1006 blev Malcolm slået af northumbriske styrker ved Durham. Angelsakserne viede så opmærksomheden mod danerne, og Malcolm benyttede anledningen til at marchere sydover. I 1018 besejrede han, sammen med Owen den Skallede af Strathclyde, angelsakserne i slaget ved Carham, og tilbagetog dermed kontrollen over Lothian.
Hans datter Bethóc giftede sig med Sigurd Digre, jarl af Orkneyøerne, noget som øgede Malcolms indflydelse nordover. Han klarede også at tage områder ved floden Tweed og i Strathclyde. 
Da Owen den Skallede døde uden arvinger tog Malcolm Strathclyde og indsatte sit barnebarn Duncan som konge der. Dette skabte splittelser, som førte til at Malcolm blev myrdet i Glamis 25. november 1034. Han blev begravet på Iona.
Malcolm havde ingen sønner, og dattersønnen Duncan, som var søn af Malcolms ældste datter Bethóc fra et senere ægteskab, arvede derfor tronen. På dette tidspunkt begyndte Skotland at få en ny tronfølgeordning, så at tronen gik til ældste søn, mens det tidligere var sådan at kongen selv valgte hvem som skulle blive hans efterfølger.
| Efterfulgte: Kenneth 3. | Konge af Skotland 1005–1034 | Efterfulgtes af: Duncan 1. |